# Димитрій (Ярема)
Димитрій (у миру: Володимир Васильович Ярема; 9 грудня 1915, Глідно — 25 лютого 2000, Київ) — український церковний діяч, патріарх Київський і всієї України Української автокефальної православної церкви.

## Біографія
Народився у с. Глідні Березівського повіту на Сяноччині (нині Коросненський повіт, Підкарпатське воєводство, Польща).
У другій половині 20-х років вчився малярству у художника Павла Запорозького в Перемишлі. У 1931–1938 роках здобував художню освіту в живописця Павла Ковжуна у Львові. Також студіював теорію музики, сольфеджіо, диригування, засновував хори. Вступив до ОУН.
У 1938–1939 перебував на дійсній військовій службі в польській армії. На початку Другої світової війни 1939–1945 взяв участь в польсько-німецьких боях, потрапив у німецький полон. У 1942–1944 роках навчався у Львівській мистецько-промисловій школі під керівництвом М. Осінчука. З благословення митрополита Андрея Шептицького направлений на навчання до семінарії.
З квітня 1945 року — на військовій службі в радянській армії. Звільнившись із військової служби, деякий час працював у Державному музеї українського мистецтва.

## Церковна діяльність
Після ліквідації УГКЦ, маючи на меті протистояти русифікації та знищенню українського православ'я, 10 серпня 1947 року прийняв священичий сан. Навчався у Ленінградській духовній академії (заочно), але був відрахований за національні переконання.
У 1947–1958 служив у сільських парафіях у Галичині. У 1958 році був переведений до Львова, де відправляв службу в Андріївській (1958–1960), П'ятницькій (1960–1965), Преображенській (1965–1969) церквах.
З 1969 року — настоятель церкви Петра і Павла. На початку 1989 року звернувся з листом до екзарха Російської православної церкви в Україні митрополита Філарета (Денисенка) із закликом до реабілітації національних церков.
19 серпня 1989 року разом з о. Іваном Пашулею проголосив вихід Петропавлівської парафії м. Львова з-під юрисдикції Московського патріархату і перехід під омофор митрополита Мстислава (Скрипника), первоієрарха УАПЦ в США).
Став ініціатором і активним учасником проведення Помісного собору 6 червня 1990 року, на якому ухвалено статут УАПЦ й обрано її патріарха — Мстислава.
У серпні 1993 року за рішенням єпископату прийняв чернечий постриг з іменем Димитрія. 5 вересня 1993 року висвячений на єпископа Переяславського і Січеславського.
7 вересня 1993 року Другий помісний собор обрав його патріархом Київським і всієї України (УАПЦ). 14 жовтня 1993 року в церкві Спаса на Берестові відбулася інтронізація.
Протягом свого патріаршого служіння Патріарх Димитрій відвідав усі єпархії УАПЦ в Україні, а також США і Польщу. Охоче проповідував у різних суспільних середовищах. Виявляв постійну турботу про налагодження міжцерковних стосунків і творення єдиної Помісної церкви в Україні. Постійно дбав про розвиток церковного мистецтва на засадах національної традиції, про воцерковлення української молоді та інтелігенції.
Димитрій (Ярема) — автор книги «Дивний світ ікон» (1994), статей на богословську тематику та з історії іконопису. Лавреат премії імені Іларіона і Віри Свенціцьких за наукову роботу в галузі мистецтвознавства. Друковані праці пов'язані з проблемами суспільного служіння Церкви (послання до християн України «На порозі 2000 року», цикл послань «Розмови про страшне сьогодення», статті в газетах «Наша віра», «Успенська вежа»), історією іконопису в Україні. Підготував і подав до друку двотомну монографію з історії іконопису.
У своєму передсмертному Заповіті Патріарх Димитрій закликав вірних УАПЦ визнати над собою юрисдикцію Митрополита УАПЦ в діаспорі та УПЦ в США Константина (Багана) та продовжити працю над творенням єдиної Помісної української православної церкви в канонічній єдності зі Вселенським Патріархом.
Помер Патріарх Київський і всієї України Димитрій 25 лютого 2000 року в Києві, похований поруч з мурами рідного храму свв. Петра і Павла у Львові.

## Вшанування
Рішенням виконавчого комітету Львівської міської ради від 29 вересня 2022 року вулицю Чехова у Львові перейменовано на вул. Патріарха Димитрія Яреми.